# Zdravko Krivokapić
Zdravko Krivokapić (crnogorska ćirilica: Здравко Кривокапић; Nikšić 2. rujna 1958.) crnogorski je političar, inženjer, akademik, profesor, čelnik prosrpske koalicije „Za budućnost Crne Gore” i bivši premijer Crne Gore.

## Životopis
Godine 1981. diplomirao je na Strojarskom fakultetu Sveučilišta Crne Gore. Zatim je studirao na poslijediplomskom studiju na Sveučilištu u Beogradu, 1993. godine doktorirao u Podgorici. Profesionalno povezan sa Sveučilištem Crne Gore, unaprijeđen je u profesora na Mašinskom fakultetu ovog sveučilišta. Autor knjiga, akademskih udžbenika i znanstvenih članaka. Član programskih odbora nekoliko znanstvenih časopisa. 
Godine 2020. bio je jedan od osnivača i preuzeo je mjesto predsjedatelja organizacije "Ne damo Crnu Goru", podržavajući Srpsku pravoslavnu crkvu u Crnoj Gori tijekom sukoba i tenzija oko novih zakonskih propisa. Iste godine postaje čelnik izborne liste široke oporbe vladajućem DPS-u u izbornoj koaliciji "Za budućnost Crne Gore". Dana 4 prosinca 2020. godine izabran je za premijera Crne Gore, a na toj je dužnosti ostao do 28. travnja 2022.

## Kontroverze
Internet portal Radio Antena M objavio je 21. rujna 2020. video zapis iz sredine 1990-ih koji već neko vrijeme kruži Internetom i na kojem se Krivokapić vidi na proslavi u domu četničkog vojvode Milete Pavićevića zajedno s Nikolom Kavajom, srpskim nacionalistom i antikomunistom, poznatom po svojim terorističkim aktivnostima, kao i uz trenutnog veleposlanika Srbije u Crnoj Gori Vladimira Božovića i druge poznate srbijanske nacionalističke i srpske ličnosti iz Crne Gore. Krivokapić se pojavljuje slučajno u jednom kratkom dijelu snimke, viđenom ispod platna, na kojem je, između ostalog, slika Radovana Karadžića, bivšeg predsjednika bh. entiteta Republika Srpska, kojeg je Međunarodni sud za ratne zločine počinjene na području bivše Jugoslavije u Hagu kasnije osudio za ratne zločine i genocid u Bosni 2016. godine.

## Vanjske poveznice
|  | Zajednički poslužitelj ima još gradiva o temi Zdravko Krivokapić |